# Once Twice Melody
Once Twice Melody es el octavo álbum de estudio por el dúo estadounidense Beach House, publicado el 18 de febrero de 2022. Es un álbum doble de 18 canciones, el cual es presentado en cuatro capítulos.

## Lanzamiento
El primer capítulo fue publicado el 10 de noviembre de 2021, el segundo el 8 de diciembre de 2021 y el tercero el 19 de enero de 2022. «Hurts to Love» fue publicado como un sencillo independiente el 14 de febrero de 2022, para coincidir con el Día de San Valentín. Once Twice Melody fue publicado por completo el 18 de febrero de 2022 a través de Sub Pop.

## Recepción de la crítica
Once Twice Melody recibió aclamación universal por los críticos de música contemporánea. En Metacritic, el álbum obtuvo un puntaje promedio de 84 sobre 100, basado en 21 críticas, lo cual indica “aclamación universal”.
Heather Phares de AllMusic le dio una calificación de 4 estrellas y media, y declaró que “Once Twice Melody es absolutamente exuberante incluso para los estándares de Beach House, el dúo usa el espacio de manera creativa para expresar la belleza en la tristeza”. Stevie Chick de Mojo lo llamó la “visión más grandiosa hasta ahora” de la banda, elogiando la “belleza impasible” de las voces de Legrand y comparándolas con las serenatas de Laurie Anderson durante la era de «O Superman».

## Lista de canciones
Todas las canciones escritas y compuestas por Beach House. 
| Chapter 1 / Pink Funeral |                     |          |  |
| N.º                      | Título              | Duración |  |
| 1.                       | «Once Twice Melody» | 4:44     |  |
| 2.                       | «Superstar»         | 6:08     |  |
| 3.                       | «Pink Funeral»      | 4:56     |  |
| 4.                       | «Through Me»        | 5:48     |  |

| Chapter 2 / New Romance |                 |          |  |
| N.º                     | Título          | Duración |  |
| 1.                      | «Runaway»       | 4:23     |  |
| 2.                      | «ESP»           | 3:48     |  |
| 3.                      | «New Romance»   | 4:12     |  |
| 4.                      | «Over and Over» | 7:11     |  |

| Chapter 3 / Masquerade |                       |          |  |
| N.º                    | Título                | Duración |  |
| 1.                     | «Sunset»              | 3:59     |  |
| 2.                     | «Only You Know»       | 4:49     |  |
| 3.                     | «Another Go Around»   | 3:41     |  |
| 4.                     | «Masquerade»          | 4:42     |  |
| 5.                     | «Illusion of Forever» | 3:49     |  |

| Chapter 4 / Modern Love Stories |                       |          |  |
| N.º                             | Título                | Duración |  |
| 1.                              | «Finale»              | 4:34     |  |
| 2.                              | «The Bells»           | 4:30     |  |
| 3.                              | «Hurts to Love»       | 4:05     |  |
| 4.                              | «Many Nights»         | 4:16     |  |
| 5.                              | «Modern Love Stories» | 4:53     |  |

## Posicionamiento
| Gráficas (2022)                                   | Pico de posición |
| ------------------------------------------------- | ---------------- |
| Australia (ARIA)                                  | 68               |
| Bélgica (Flandes) (Ultratop 200 Albums)           | 58               |
| Reino Unido (Digital Albums)                      | 11               |
| Reino Unido (UK Independent Albums)               | 28               |
| Estados Unidos (Billboard 200)                    | 12               |
| Estados Unidos (Billboard Independent Albums)     | 2                |
| Estados Unidos (Billboard Top Alternative Albums) | 1                |
| Estados Unidos (Billboard Top Rock Albums)        | 1                |